# John Constable

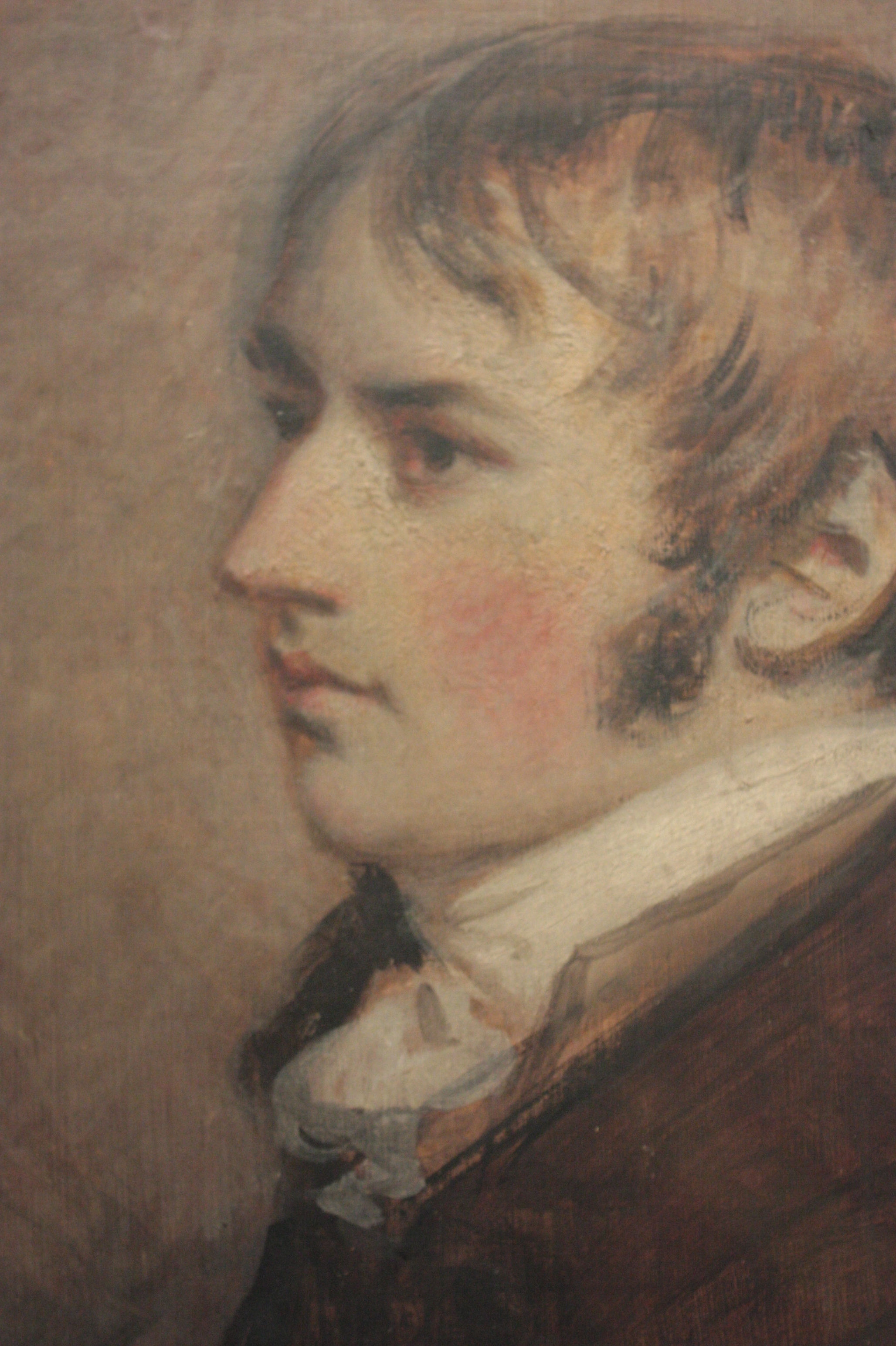
John Constable,
Porträt von Daniel Gardner, 1796

John Constable RA (* 11. Juni 1776 in East Bergholt, Suffolk; † 31. März 1837 in London-Hampstead) war ein Vertreter der romantischen Malerei (Landschaftsmalerei) in England. Sein Werk lebt aus der Spannung zwischen genauer Naturbeobachtung (z. B. Himmels- und Wolkenstudien) und der Vernachlässigung der Linie zugunsten der Farbwirkung. Neben vielen Landschaftsbildern malte er auch Porträts, Pferde und Stillleben.

## Leben und Werk

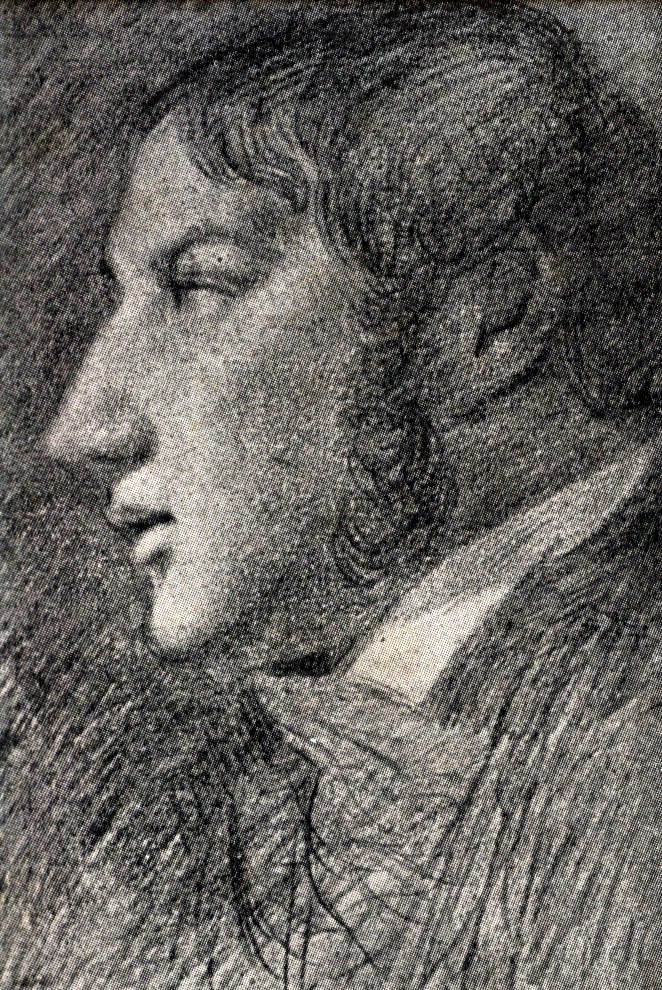
John Constable: Selbstporträt, 1806

### Frühe Jahre
John Constable wurde als viertes von insgesamt sechs Kindern des Ehepaars Ann und Golding Constable in East Bergholt in Suffolk geboren. Seine Geschwister waren Ann (1768–1854), Martha (1769–1845), Golding (1774–1838), Mary (1781–1865) und Abram (1783–1862).
Im Jahr 1783 besuchte er die Schule in Fordstreet, Essex, dann eine Schule in Lavenham, von der er wegen eines brutalen Hilfslehrers entfernt wurde. Stattdessen besuchte er die Dedham Grammar School. Ab 1792 arbeitete er zunächst im Betrieb seines Vaters, der mit Getreide, Kohle und anderem handelte. Zwei Jahre später ging er zusammen mit einem Angestellten seines Vaters nach Norfolk, um zu zeichnen. Am 29. Januar 1799 traf er bei den Cobbolds in Ipswich auf Priscilla Wakefield, die ihm einen Brief übergab, um einen Joseph Farington RA zu treffen. Im gleichen Jahr erhielt er die Zustimmung seiner Eltern, Kunst in London zu studieren, und trat am 4. März 1799 als Proband in die Schule der Royal Academy of Arts in London ein, wo er die Klassen in Stillleben und Anatomie besuchte und auch die alten Meister studierte, die er zu kopieren erlernte. Während der Zeit seines Studiums wurde er von den Bildern der Künstler Thomas Gainsborough, Claude Lorrain, Peter Paul Rubens, Annibale Carracci und Jacob van Ruisdael inspiriert. Im Mai 1802 entstanden mehrere Zeichnungen von Windsor Castle. Constable lehnte das Angebot einer Anstellung als Zeichenlehrer an der Marlow Military Academy ab. Nach Meinung von Benjamin West, Präsident der Royal Academy,  hätte seine Annahme das Ende der künstlerischen Karriere Constables bedeutet. 1803 hatte er seine erste Ausstellung in der Royal Academy. Im selben Jahr kaufte Constable ein Atelier in East Bergholt.
Im Jahr 1806 entstanden Skizzen von zwei Töchtern der Familie Cobbold, die ersten einer Serie von über hundert Bildern, gemalt mit Bleistift, Tusche und Tinte sowie als Aquarell. Die Zeichnungen zeigen meist junge attraktive Frauen in häuslicher Umgebung, lesend, sich unterhaltend, schlendernd, tanzend oder posierend in anmutiger Haltung, einzeln oder in kleinen Gruppen.

### Heirat und erste Ausstellung

John Constable: Porträt der Maria Bicknell, 1816

1809 verliebte er sich in die zwölf Jahre jüngere Beamtentochter Maria Bicknell. Im März 1815 starb seine Mutter Ann Constable. Ein Jahr später, am 19. Mai 1816, starb sein Vater, Golding Constable. Am 2. Oktober 1816 heiratete er Maria Bicknell in der Londoner Kirche St. Martin-in-the-Fields; die Flitterwochen verbrachten sie in Osmington, Dorset. 1817 bezog er ein Haus in der Keppel Street Nr. 1 in Bloomsbury. Am 4. Dezember desselben Jahres wurde ihr erstes Kind, John Charles, geboren, dem später sechs weitere folgten. Im Mai 1819 stellte Constable in der Royal Academy The White Horse aus, eines seiner großformatigen Bilder, fertiggestellt im selben Jahr. Am 1. November 1819 ernannte man ihn zum außerordentlichen Mitglied der Royal Academy. Im Jahr 1824 erhielt Constable eine Goldmedaille vom französischen König. Die Ausstellung zweier seiner Werke im Salon in Paris hatte maßgeblichen Einfluss auf die französischen Landschaftsmaler (Schule von Barbizon).

### Letzte Jahre
Nach der Geburt des siebten Kindes Lionel Bicknell im Januar 1828 wurde Maria krank und starb im November im Alter von 41 Jahren an Lungentuberkulose. In tiefer Trauer kleidete sich Constable von diesem Zeitpunkt an ganz in Schwarz und kümmerte sich allein um seine sieben Kinder bis zu seinem Lebensende. Im Februar 1829 wurde er in die Royal Academy of Arts in London gewählt.
John Constable starb unerwartet in der Nacht vom 31. März 1837. Er wurde in Hampstead beerdigt.

## Ausgewählte Werke

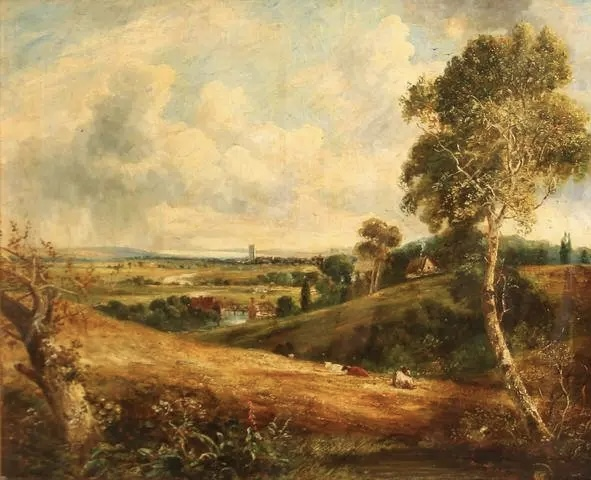
John Constable Vale of Dedham / Das Tal von Dedham

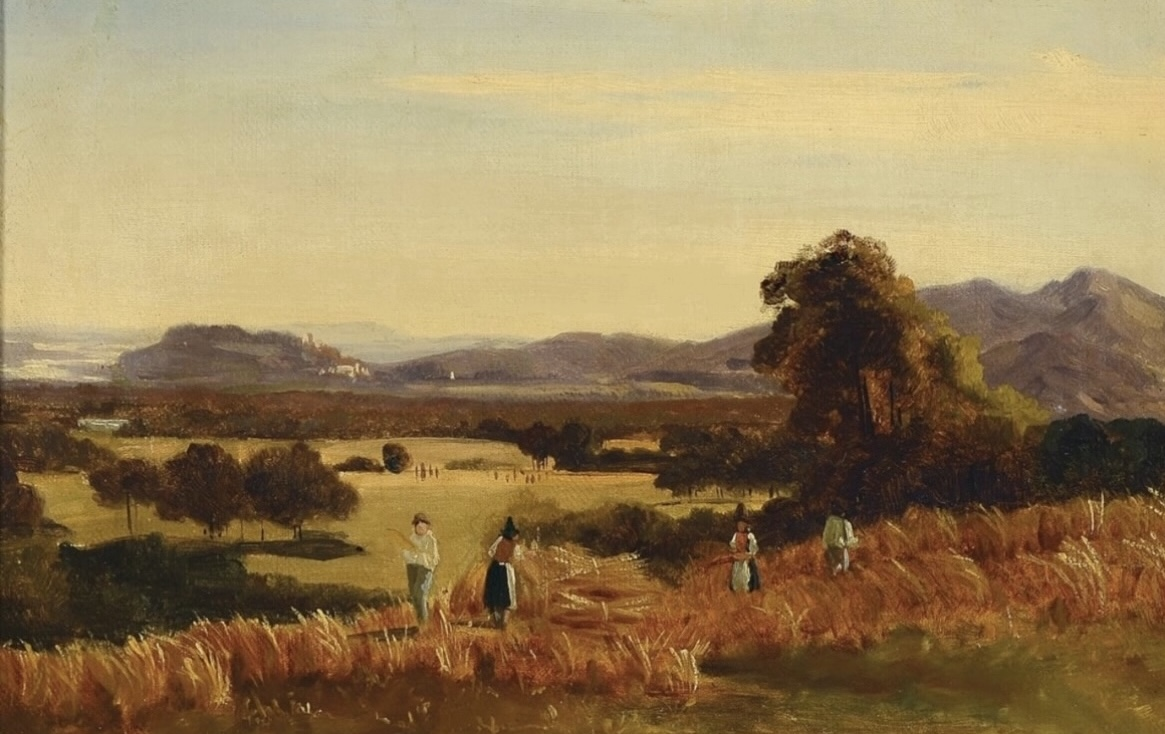
John Constable, The harvest / Die Ernte

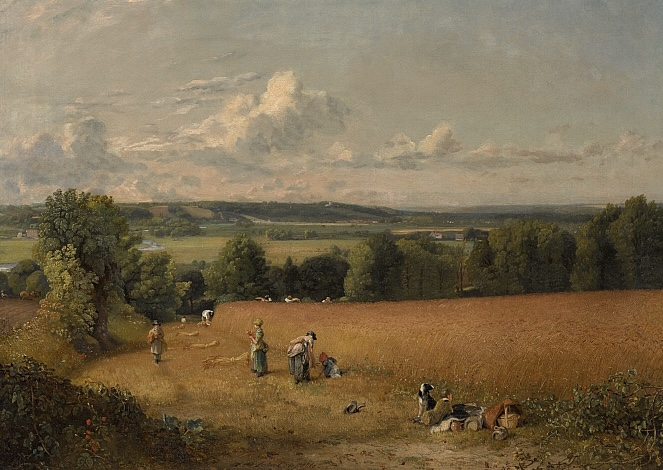
John Constable, The Wheat Field, Das Weizenfeld

| Bild | Titel                                                                           | Jahr     | Größe / Material                       | Eigentümer / Sammlung                   |
| ---- | ------------------------------------------------------------------------------- | -------- | -------------------------------------- | --------------------------------------- |
|      | Flowers in a glass vase Blumen in einer Glasvase                                | ca. 1814 | 50 × 33 cm Öl auf Papier               | Victoria and Albert Museum, London      |
|      | The Hay Wain Der Heuwagen                                                       | 1821     | 130 × 185 cm Öl auf Leinwand           | National Gallery, London                |
|      | Wolkenstudie                                                                    | 1821     | 37 × 49 cm Öl auf Papier               | National Gallery of Victoria, Melbourne |
|      | The Grove, or the Admiral’s House, Hampstead Das Haus des Admirals in Hampstead | 1821–22  | 60 × 50 cm Öl auf Leinwand             | Alte Nationalgalerie Berlin             |
|      | Kathedrale von Salisbury                                                        | 1821–22  | 89 × 114 cm Öl auf Leinwand            | Museu de Arte de São Paulo              |
|      | The Cornfield Das Kornfeld                                                      | 1826     | 143 × 122 cm Öl auf Leinwand           | National Gallery, London                |
|      | Seascape Study with Rain Cloud Seestück mit Regenwolke                          | 1827     | 22,2 × 31,1 cm Öl auf geleimtem Papier | Royal Academy of Arts, London           |

## Ausstellungen (Auswahl)
- Constable. The Making of a Master. Victoria & Albert Museum, London, 20. September 2014 – 11. Januar 2015, mit Begleitband.[5]
- Constable, Delacroix, Friedrich, Goya. Die Erschütterung der Sinne. Albertinum, Staatliche Kunstsammlungen Dresden, 16. März – 4. August 2013.[6]
- Constable, Gainsborough, Turner and the Making of Landscape. Royal Academy of Arts, London, 8. Dezember 2012 – 17. Februar 2013.[7]
- John Constable. Maler der Natur. Staatsgalerie Stuttgart, 12. März – 3. Juli 2011.[8]
- Constable Portraits. The Painter and His Circle. National Portrait Gallery, London, 5. März – 14. Juni 2009.
- John Constable: The Leaping Horse. Rijksmuseum Amsterdam, 20. September – 16. Dezember 2007.[9]
- Constable: The Great Landscapes. Tate Britain, London, 1. Juni – 28. August 2006,[10] danach:
 Constables Great Landscapes. National Gallery of Art, Washington, 1. Oktober – 31. Dezember 2006.

## Zitate
„Constable hat seine Malerei mit Gefühl verglichen, als er seinem Freund John Fisher 1821 schrieb: “Painting is but another word for feeling.”“

„Ich möchte Ihnen zeigen, dass es sich bei unserem Beruf um eine Profession mit einer ordentlichen Ausbildung handelt; sie ist ebenso wissenschaftlich wie poetisch, und die Vorstellung allein vermochte noch niemals – und wird es niemals tun – Werke hervorzubringen, die dem Vergleich mit der Wirklichkeit standhalten.“

„Malerei ist eine Wissenschaft und sollte als Untersuchung der Naturgesetze betrieben werden. Warum nicht die Landschaftsmalerei als einen Zweig der Naturphilosophie betrachten, bei dem die Bilder nur die Experimente sind?“

## Film
- Die großen Künstlerduelle – Turner vs. Constable. Dokumentarfilm, Deutschland, 2017, 51:51 Min., Buch: Andreas Gräfenstein, Lucie Tamborini, Regie: Andreas Gräfenstein, Sprecherin: Hansi Jochmann, Produktion: 3B-Produktion, ZDF, arte, Reihe: Die großen Künstlerduelle, Erstsendung: 3. Dezember 2017 bei arte, Inhaltsangabe von ARD, Inhaltsangabe und Video-Anfang, (2:40 Min.) von 3B-Produktion.